# Maryna Bech-Romantsjoek
Maryna Oleksandrivna Bech-Romantsjoek (Oekraïens: Марина Олександрівна Бех-Романчук) (Moroziv, 18 juli 1995) is een Oekraïense verspringster en hinkstapspringster. De tweevoudig Europees kampioene nam drie keer deel aan de Olympische Spelen.

## Biografie

### Eerste successen bij de junioren
Maryna Bech maakte als zestienjarige haar internationale debuut bij de wereldkampioenschappen voor junioren tot 18 jaar in Lille, waar zij bij het verspringen als vijfde eindigde. Vervolgens won zij haar eerste goud op het Europees Olympisch Jeugdfestival te Trabzon met een sprong van 6,25 m. Een jaar later was zij ook present bij de wereldkampioenschappen voor U20-junioren in Barcelona. Daar werd zij achtste. In 2013 veroverde zij brons op de Europese U20-kampioenschappen in Rieti met 6,44. Deelname aan haar eerste seniorentoernooi volgde nog datzelfde jaar bij de wereldkampioenschappen in Moskou, maar daar strandde zij in de kwalificatieronde. Het laatste optreden van Bech op een internationaal juniorentoernooi volgde in 2014 in Eugene, waar zij deelnam aan de WK U20 en als negende finishte.

### Moeizame start bij de senioren
Bech kende een wat moeizame start in haar eerste jaren bij de senioren. Bij de Europese indoorkampioenschappen van 2015 wist zij niet door te dringen tot de finale en bij de Europese U23-kampioenschappen in Tallinn eindigde zij dat jaar op een bescheiden zesde plaats. In eigen land veroverde zij daarentegen zowel in- als outdoor haar eerste nationale titels.
In 2016 eindigde zij op de Europese kampioenschappen in Amsterdam in de finale van het verspringen met slechts een geldige sprong van 6,29 als laatste, nadat zij zich eerder in de kwalificatieronde met 6,50 hiervoor overtuigend had geplaatst. Op de Olympische Spelen in Rio de Janeiro overkwam haar daarna iets vergelijkbaars. Na zich met 6,55 te hebben gekwalificeerd, wist zij in de finale geen enkele geldige sprong te produceren.
Ook in 2017 wilde het nog niet echt vlotten. Bech eindigde op de EK indoor in Belgrado met 6,59 als zevende. Wel veroverde zij op de EK U23 in Bydgoszcz met 6,48 brons, maar op de  WK in Londen was haar 6,36 bij lange na niet genoeg om de finale te halen.

### Keerpunt
Het keerpunt volgde in 2018. Werd Bech aan het begin van het jaar op de wereldindoorkampioenschappen in Birmingham met 6,37 nog bescheiden tiende, bij de  EK in Berlijn later dat jaar veroverde zij de zilveren medaille met 6,73 en dat was slechts 2 centimeter minder dan de winnende sprong van de Duitse Malaika Mihambo. In september 2018 trouwde Bech met de zwemmer Mychailo Romantsjoek, waarna ze bekend stond als Maryna Bech-Romantsjoek.

### Schorsing
Na een elfde plek bij het hinkstapspringen op de Olympische Zomerspelen 2024 in Parijs, nam Bech-Romantsjoek een sportpauze. Bij een dopingcontrole in december 2024 werd ze positief getest op het gebruik van testosteron. Ze zei dat dit kwam door een medische aandoening en behandeling, maar leverde hiervoor geen bewijzen aan. Daarop kreeg ze, van de integriteitscommissie van de internationale atletiekbond, een schorsing van vier jaar, die begon op 13 mei 2025.

## Titels

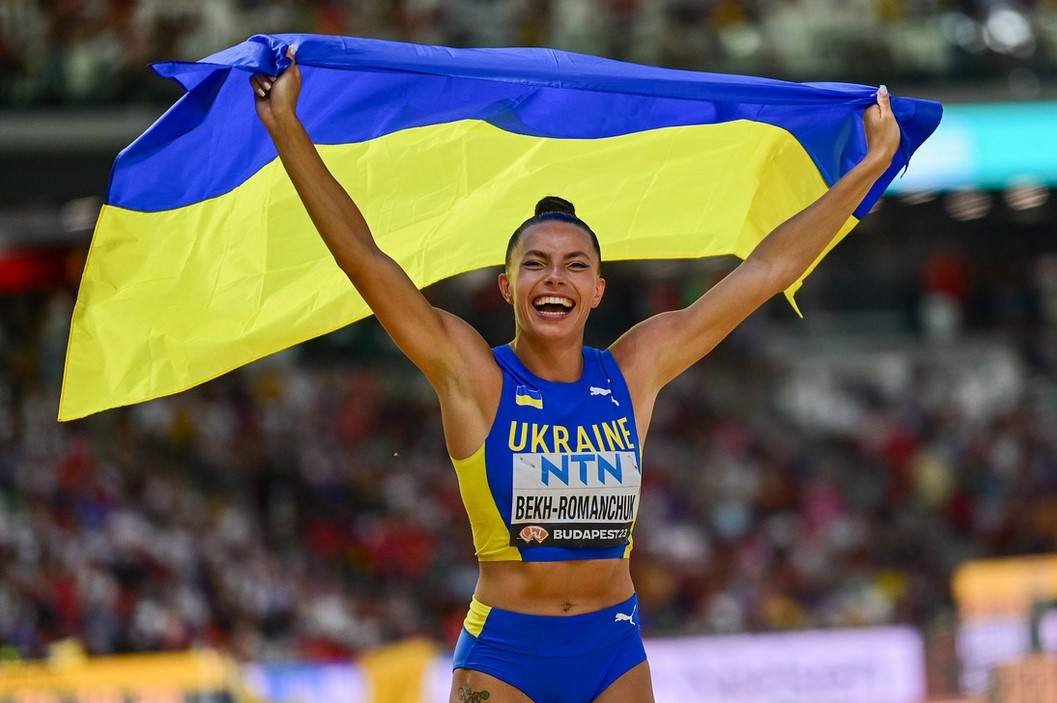

- Universitair kampioene verspringen - 2019
- Europees indoorkampioene verspringen - 2021
- Europees kampioene hinkstapspringen - 2022
- Oekraïens kampioene verspringen - 2015, 2016, 2017, 2018, 2019, 2020
- Oekraïens indoorkampioene verspringen - 2015, 2017, 2018, 2019, 2021

## Persoonlijke records
Outdoor
| Onderdeel          | Prestatie | Datum | Plaats  |
| ------------------ | --------- | ----- | ------- |
| verspringen        | 6,93 m    | 2016  | Loetsk  |
| hink-stap-springen | 15,02 m   | 2022  | München |

Indoor
| Onderdeel   | Prestatie | Datum | Plaats |
| ----------- | --------- | ----- | ------ |
| 60 m        | 7,57 s    | 2019  | Sumy   |
| verspringen | 6,96 m    | 2020  | Toruń  |

## Palmares

### verspringen
- 2011: 5e WK U18 te Lille – 6,05 m
- 2011:  EYOF te Trabzon – 6,25 m
- 2012: 8e WK U20 – 6,35 m (+1,8 m/s)
- 2013:  EK U20 te Rieti – 6,44 m (-0,3 m/s)
- 2013: 13e in kwal. WK – 6,31 m
- 2014: 9e WK U20 te Eugene – 5,95 m (-1,8 m/s) (in kwal. 6,03 m)
- 2015:  Oekraïense indoorkamp. – 6,41 m
- 2015: 16e in kwal. EK indoor – 6,27 m
- 2015:  Oekraïense kamp. – 6,70 m (+0,9 m/s)
- 2015: 6e EK U23 te Tallinn – 6,50 m (+1,5 m/s)
- 2016:  Oekraïense kamp. – 6,93 m (+2,0 m/s)
- 2016: 12e EK – 6,29 m (in kwal. 6,50 m)
- 2016: NM OS (in kwal. 6,55 m)
- 2017:  Oekraïense indoorkamp. – 6,64 m
- 2017: 7e EK indoor – 6,59 m
- 2017:  Oekraïense kamp. – 6,59 m (0,0 m/s)
- 2017:  EK U23 te Bydgoszcz – (+0,3 m/s)
- 2017: 11e in kwal. WK – 6,36 m
- 2018:  Oekraïense indoorkamp. – 6,67 m
- 2018: 10e WK indoor – 6,37 m
- 2018:  Oekraïense kamp. – 6,86 m (+2,2 m/s)
- 2018:  EK – 6,73 m (-0,1 m/s)
- 2019:  Oekraïense indoorkamp. – 6,85 m
- 2019:  EK indoor – 6,84 m
- 2019:  Oekraïense kamp. – 6,79 m (+1,1 m/s)
- 2019:  Universiade – 6,84 m
- 2019:  WK – 6,92 m (+0,3 m/s)
- 2021:  Oekraïense kamp. – 6,81 m (0,0 m/s)
- 2021:  Oekraïense indoorkamp. – 6,70 m
- 2021:  EK indoor – 6,92 m

Diamond League-podiumplaatsen
- 2020:  Stockholm Bauhaus Athletics – 6,85 m (+1,6 m/s)
- 2020:  Diamond League Meeting te Doha – 6,91 m (+0,6 m/s)
- 2023:  Diamond League Florence – 6,59 m (-0,2 m/s)

### hinkstapspringen
- 2022:  WK indoor – 14,74 m
- 2022:  EK – 15,02 m (+1,9 m/s)
- 2023:  WK – 15,00 m (+0,1 m/s)
- 2024: 11e OS – 13,98 m (-0,9 m/s, 14,30 m -0,6 in kwalificatie)

Diamond League-podiumplaatsen
- 2022:  Athletissima Lausanne – 14,31 m (-0,2 m/s)
- 2022:  Weltklasse Zürich – 14,96 m (+0,3 m/s)
- 2023:  Meeting International Mohammed VI d'Athlétisme de Rabat – 14,65 m (+1,8 m/s)
- 2023:  Bislett Games Oslo – 14,75 m (-0,4 m/s)
- 2023:  Diamond League Chorzów – 14,70 m (+0,3 m/s)
- 2023:  Diamond League Brussel – 14,57 m (-0,1 m/s)
- 2024:  Diamond League Monaco – 14,81 m (+2,0 m/s)